# Distretto di Aïn Oussara
Il distretto di Aïn Oussara è un distretto della provincia di Djelfa, in Algeria, con capoluogo Aïn Oussara.

## Comuni
Il distretto di Aïn Oussara comprende 2 comuni:
- Aïn Oussara
- Guernini